# Мірошниченко Роман Максимович
Роман Максимович Мірошниченко (4 червня 1977, Дніпродзержинськ)— український гітарист, композитор, продюсер. Виступав, записувався з зірками світової музики: Ел Ді Меола, Стів Вай, Larry Coryell, Марко Мендоза, Heather Headley, Jennifer Batten, Paul Wertico, Gary Husband, Trilok Gurtu, Саймон Філліпс, Bunny Brunel, Dominique DiPiazza, Daniel Piazzolla, João Donato, Frank Colon, Дживан Гаспарян, Saskia Laroo, Richie Cole. Роман є офіційним обличчям компаній Ovation Guitars, Paul Reed Smith guitars, Orange Amps i D'Addario Strings.
Виступає в росії та пропагує російську культуру не дивлячись на військове злочинне вторгнення російської армії в Україну.[відсутнє в джерелі]

## Біографія
- Народився 4 червня 1977
- У 1994—2000 працював у джазовому оркестрі свого батька Максима Мірошниченка, одночасно з цим навчався в ДНУЗТ.
- У 2002 заснував свій сольний проект RMProject. З великим успіхом виступає у багатьох містах СНД, США i Європи, на сьогодні є одним із самих затребуваних вітчизняних представників інструментальної музики та частим гостем-хедлайнером найпрестижніших джазових та гітарних фестивалів.

## Нагороди, досягнення
| Piк  | Конкурс                               | Країна         | Категорія                                  | Номінована робота                      | Результат                         |
| ---- | ------------------------------------- | -------------- | ------------------------------------------ | -------------------------------------- | --------------------------------- |
| 2004 | «ДоДж»                                | Україна        | «Кращий джазовий ансамбль»                 | Rush                                   | Перемога, «Гран-Прі»              |
| 2004 | «ДоДж»                                | Україна        | «Гітара»                                   | Rush                                   | Перемога, "1-е місце "            |
| 2010 | The Independent Music Awards          | США            | «The Best World Traditional Song»          | «Unforgiven»                           | Перемога                          |
| 2010 | The Independent Music Awards          | США            | «People VOX POP Choice»                    | «Unforgiven»                           | Перемога                          |
| 2011 | The Independent Music Awards          | США            | «The Best World Beat album»                | «Temptation»                           | Номінація                         |
| 2013 | USA Songwriting Competition           | США            | «Instrumental»                             | «Desperation»                          | Перемога                          |
| 2014 | International Acoustic Music Awards   | США            | «Instrumental»                             | «Forgotten Melody»                     | Номінація, Фіналіст               |
| 2014 | International Songwriting Competition | США            | «Instrumental»                             | «Forgotten Melody»                     | Перемога, Honorable Mention Prize |
| 2016 | The UK Songwriting Contest            | Великобританія | «Instrumental»                             | «Desperation»                          | Номінація, Фіналіст               |
| 2016 | The Independent Music Awards          | США            | «The Best World Traditional Song»          | «Moon Over Tanjore»                    | Перемога                          |
| 2016 | The Independent Music Awards          | США            | «The Best Instrumental Song»               | «Alien's Dream»                        | Номінація                         |
| 2016 | The Independent Music Awards          | США            | «The Best Instrumental Album»              | «Perfect Stangers»                     | Перемога                          |
| 2017 | USA Songwriting Competition           | США            | «Instrumental»                             | «Bootman Badroomba»                    | Номінація, Фіналіст               |
| 2017 | The UK Songwriting Contest            | Великобританія | «Instrumental»                             | «Adios Amigo»                          | Номінація, Фіналіст               |
| 2018 | The Independent Music Awards          | США            | «The Best Instrumental Album»              | «Ascension»                            | Номінація                         |
| 2018 | The UK Songwriting Contest            | Великобританія | «Instrumental»                             | «Song For Godfather Of Fusion»         | Номінація, Фіналіст               |
| 2018 | USA Songwriting Competition           | США            | «Jazz»                                     | «Ascension»                            | Номінація, Фіналіст               |
| 2019 | The Independent Music Awards          | США            | «The Best World Traditional Song»          | «Song For Godfather Of Fusion»         | Номінація                         |
| 2019 | Unsigned Only                         | США            | «Instrumental»                             | «Alien's Electrik Dream»               | Перемога, Honorable Mention Award |
| 2019 | USA Songwriting Competition           | США            | «Instrumental»                             | «Song For Godfather Of Fusion»         | Номінація, Фіналіст               |
| 2020 | International Acoustic Music Awards   | США            | «Instrumental»                             | «Ostrov»                               | Перемога                          |
| 2020 | Unsigned Only                         | США            | «Instrumental»                             | «Song For Godfather Of Fusion»         | Перемога, Honorable Mention Award |
| 2020 | The Independent Music Awards          | США            | «The Best Compilation Album»               | «Top 10 Songs of 10 Years (Anthology)» | Номінація                         |
| 2020 | USA Songwriting Competition           | США            | «Instrumental»                             | «Alien's Electrik Dream»               | Номінація, Фіналіст               |
| 2020 | Hollywood Music in Media Awards       | США            | «Best Contemporary Classical/Instrumental» | «Bodhrán's Magic»                      | Номінація                         |
| 2020 | Global Music Awards                   | США            | «Best Album»                               | «The Sixth Sense»                      | Перемога, Silver Medal            |
| 2021 | Global Music Awards                   | США            | «Best World Music Composition»             | «New Shapes»                           | Перемога, Silver Medal            |
| 2021 | Global Music Awards                   | США            | «Best World Fusion Album»                  | «New Shapes»                           | Перемога, Silver Medal            |
| 2021 | Unsigned Only                         | США            | «Instrumental»                             | «Bodhrán's Magic»                      | Перемога, Honorable Mention Award |
| 2021 | Hollywood Music in Media Awards       | США            | «Best Contemporary Classical/Instrumental» | «Flying Dragon»                        | Номінація                         |
| 2021 | Hollywood Music in Media Awards       | США            | «Jazz»                                     | «Corona Funk»                          | Номінація                         |
| 2021 | USA Songwriting Competition           | США            | «Instrumental»                             | «Bodhrán's Magic»                      | Номінація, Фіналіст               |
| 2022 | Global Music Awards                   | США            | «Best Album»                               | «Plays Figueiredo»                     | Перемога, Silver Medal            |
| 2022 | Global Music Awards                   | США            | «Best Instrumental»                        | «Plays Figueiredo»                     | Перемога, Silver Medal            |
| 2022 | International Acoustic Music Awards   | США            | «Instrumental»                             | «New Shapes»                           | Номінація, Фіналіст               |
| 2022 | International Acoustic Music Awards   | США            | «Instrumental»                             | «Bodhrán's Magic»                      | Номінація, Фіналіст               |
| 2022 | International Songwriting Competition | США            | «Instrumental»                             | «New Shapes»                           | Перемога, Honorable Mention Prize |

## Виконавчі риси
У манері гри Романа Мірошниченка критики вбачають вплив таких найвидатніших майстрів гітари, як Ел Ді Меола, John Mclaughlin.
Характерні виконавські риси Романа Мірошниченка — це яскрава мелодійність, бездоганне імпровізаційне мислення, віртуозні пасажі й оригінальне звучання акустичної гітари в сукупності з новітніми технологіями гітарного обладнання.

## Дискографія
Сольна дискографія
- The Infinity, CD (2005)
- RMProject Live in Jazz Town, DVD (2008)
- Temptation, CD (2009)
- Surreal, CD (2013)
- Ascension, CD (2017)
- The Sixth Sense, CD (2020)

Спільно
- Together, CD (2007)
- World Of Guitar Trio. «Perfect Strangers», CD (2015)
- New Shapes, Roman Miroshnichenko and Henrik Andersen, CD (2022)
- Plays Daniel Figueiredo, CD (2022)

За участю Романа Мірошниченко
- Instrumental Collection, CD (2002)
- Festival Ethnosphere Live vol.2, DVD (2004)
- Олег Туманов «Latin Romance», CD (2004)
- George Musheev «Tale of Night», CD (2004)
- Yerevan—Moscow—Transit vol.3, CD/DVD (2005)
- Djivan Gasparyan and Russian National Orchestra. Live in Kremlin, DVD (2006)
- Frank Colon Band «Live in Moscow», DVD (2006)
- Festival Ethnosphere Live vol.4, DVD (2007)
- Poetic: Jazz Theater. Gariman Volnov. Feat.: Marco Mendoza, Larry Coryell, Joel Taylor, Mario Parmisano, Joey Heredia, Renato Neto (2012)
- One Eye On the Highway. Elizabeth MacInnis (2013)
- Bridges: A Musical Journey. Igor Ledermann (2014)
- Stillness in Motion — The Space Between The Notes. Steve Vai, DVD (2015)
- Radio Nostalgia II. Mario Olivares (2016)
- Latin Lounge. Frank Colon (2019)